# Middlesex County (New Jersey)
Middlesex County ist ein County im US-Bundesstaat New Jersey.  Bei der Volkszählung im Jahr 2020 hatte das County 863.162 Einwohner und eine Bevölkerungsdichte von 1076 Einwohnern pro Quadratkilometer. Der Verwaltungssitz (County Seat) ist New Brunswick.

## Geschichte
Middlesex County wurde 1683 als ein Teil des Territoriums East Jersey gegründet.
Ein Ort im County hat den Status einer National Historic Landmark, das Old Queens, Rutgers University. 72 Bauwerke und Stätten des Countys sind insgesamt im National Register of Historic Places eingetragen (Stand 16. Februar 2018).

## Geographie
Das County hat eine Fläche von 835 Quadratkilometern, wovon 33 Quadratkilometer Wasserfläche sind. Es grenzt im Uhrzeigersinn an folgende Countys: Union County, Monmouth County, Mercer County und Somerset County.

## Demografische Daten

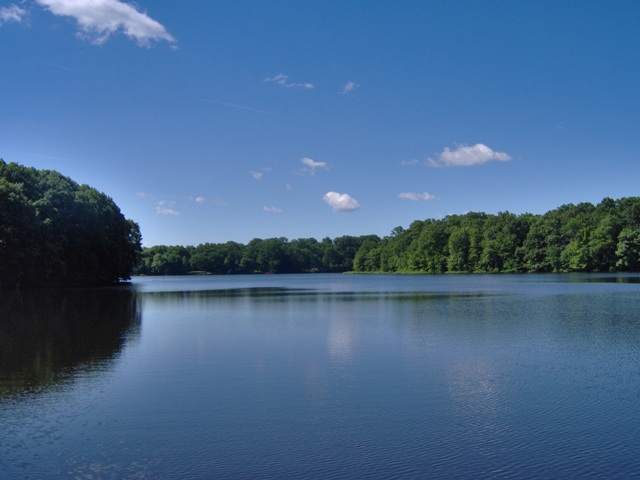
Der Farrington Lake

Nach der Volkszählung im Jahr 2000 lebten im County 750.162 Menschen. Es gab 265.815 Haushalte und 190.855 Familien. Die Bevölkerungsdichte betrug 935 Einwohner pro Quadratkilometer. Ethnisch betrachtet setzte sich die Bevölkerung zusammen aus 68,42 % Weißen, 9,13 % Afroamerikanern, 0,20 % amerikanischen Ureinwohnern, 13,89 % Asiaten, 0,04 % Bewohnern aus dem pazifischen Inselraum und 5,71 % aus anderen ethnischen Gruppen; 2,60 % stammten von zwei oder mehr ethnischen Gruppen ab. 13,59 % der Bevölkerung waren spanischer oder lateinamerikanischer Abstammung.
Von den 265.815 Haushalten hatten 34,20 % Kinder und Jugendliche unter 18 Jahre, die bei ihnen lebten. 57,00 % waren verheiratete, zusammenlebende Paare, 10,80 % waren allein erziehende Mütter. 28,20 % waren keine Familien. 22,40 % waren Singlehaushalte und in 8,70 % lebten Menschen im Alter von 65 Jahren oder darüber. Die Durchschnittshaushaltsgröße betrug 2,74 und die durchschnittliche Familiengröße lag bei 3,23 Personen.
Auf das gesamte County bezogen setzte sich die Bevölkerung zusammen aus 23,70 % Einwohnern unter 18 Jahren, 9,50 % zwischen 18 und 24 Jahren, 32,80 % zwischen 25 und 44 Jahren, 21,70 % zwischen 45 und 64 Jahren und 12,30 % waren 65 Jahre alt oder darüber. Das Durchschnittsalter betrug 36 Jahre. Auf 100 weibliche Personen kamen 96,40 männliche Personen, auf 100 Frauen im Alter ab 18 Jahren kamen statistisch 93,50 Männer.
Das jährliche Durchschnittseinkommen eines Haushalts betrug 61.446 USD, das Durchschnittseinkommen der Familien betrug 70.749 USD. Männer hatten ein Durchschnittseinkommen von 49.683 USD, Frauen 35.054 USD. Das Prokopfeinkommen betrug 26.535 USD. 6,60 % der Bevölkerung und 4,20 % der Familien lebten unterhalb der Armutsgrenze. 7,20 % davon waren unter 18 Jahre und 6,00 % waren 65 Jahre oder älter.

## Städte und Ortschaften
- Avenel
- Brownville
- Carteret
- Clearbrook Park
- Colonia
- Concordia
- Cranbury Township
- Cranbury
- Dayton
- Dunellen
- East Brunswick Township
- Edison
- Metuchen
- Fords
- Heathcote
- Helmetta
- Highland Park
- Iselin
- Jamesburg
- Kendall Park
- Kingston
- Laurence Harbor
- Madison Park
- Middlesex
- Milltown
- Monmouth Junction
- Monroe Township
- New Brunswick
- North Brunswick Township
- Old Bridge Township
- Old Bridge
- Perth Amboy
- Piscataway Township
- Plainsboro Center
- Plainsboro Township
- Port Reading
- Princeton Meadows
- Rossmoor
- Sayreville
- Sewaren
- Society Hill
- South Amboy
- South Brunswick Township
- South Plainfield
- South River
- Spotswood
- Whittingham
- Woodbridge Township
- Woodbridge